# Trabajo vertical

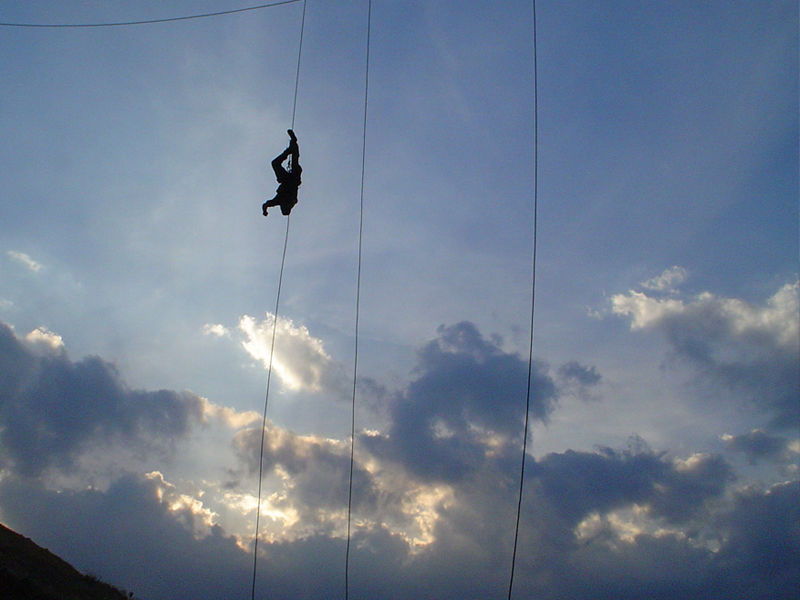
Ejemplo de rappel.

Por trabajo vertical  se entiende básicamente el trabajo con cuerdas, cables y otros tipos de dispositivos por medio de los cuales una persona puede estar suspendida en el aire para realizar ciertas tareas. Aunque asociado al alpinismo como deporte moderno, este tipo de trabajo ya se realizaba en la antigüedad, siendo llamativa su ejecución. Es indispensable el conocimiento de las técnicas de escalada, alpinismo, tramoya teatral y otros oficios relevantes. A pesar de la creencia común, el rappel no es una disciplina sino simplemente una técnica que se utiliza en diferentes oficios, por eso cuando alguien dice "especialista en rappel" es un sinsentido.

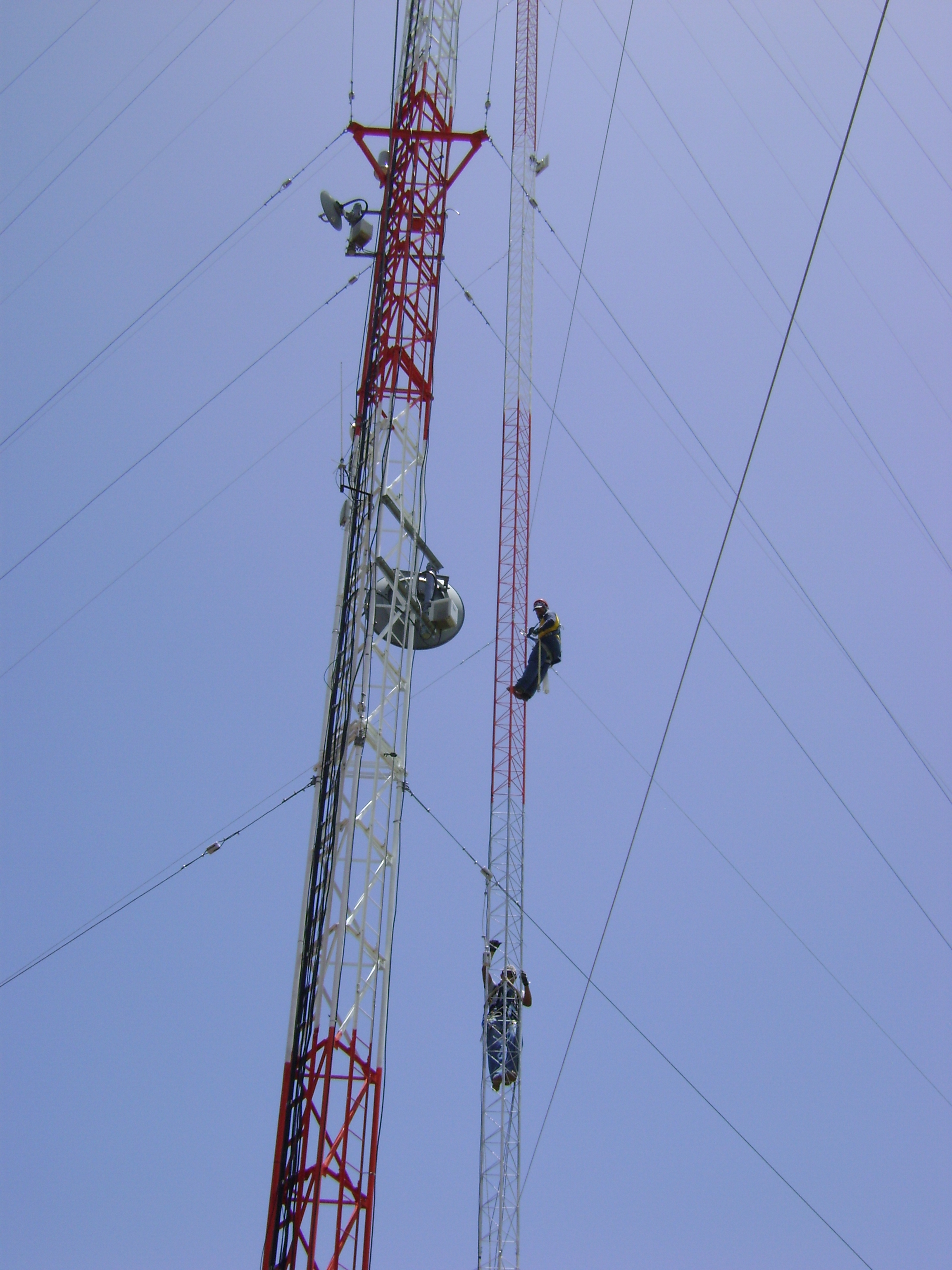
Torre de comunicación.

Las técnicas de acceso por cuerdas, están asociadas a las técnicas del alpinismo desarrolladas en Europa en el mar negro , y trasladadas a los ambientes urbano e industrial; permiten hoy en día desempeñar labores en lugares de difícil acceso, aumentando el grado de seguridad y eliminando accidentes derivados de caídas. Por eso  desde mediados del siglo XX las necesidades de seguridad y efectividad en el ambiente industrial llevaron a diferentes empresas de Estados Unidos y Europa a solicitar intervenciones desde el ambiente alpino, para la reparación y el mantenimiento de torres, edificios altos, puentes, etc.
 Los trabajos verticales son técnicas para trabajar en altura que se basan en la utilización de cuerdas, anclajes y aparatos de progresión para acceder a objetos naturales (árboles), subsuelo (pozos), construcciones (edificios, diques, puentes, etc.), junto con todos los  accesorios incorporados a las mismas para la realización de algún tipo de trabajo. La utilización de las técnicas de trabajos verticales es aconsejable en aquellos trabajos donde el montaje de sistemas tradicionales (por ejemplo andamios) resulta dificultoso técnicamente o presenta un riesgo mayor que realizarlo con dichas técnicas con independencia de que la duración de muchos de estos trabajos hace que  económicamente no sean rentables. 
Existen dos conceptos importantes para todo tipo de trabajo en alturas, cadena de seguridad y cadena de suspensión. El primero se refiere al conjunto de herramientas que, a través de sus propiedades, actúa protegiendo al trabajador de las consecuencias negativas de una caída accidental. El segundo es el conjunto de herramientas necesarias para el posicionamiento del trabajador.
Los elementos de ambas cadenas son:
- Elementos estáticos (resistencia).
  - Arnés
  - Cintas y cordinos
  - Conectores
  - Anclajes
  - Cuerdas Semi estáticas desde 10mm hasta 13mm
  - Poleas
- Elementos dinámicos (absorción).
  - Aseguradores/desensores
  - Cuerdas dinámicas
- Elementos de protección individual.
  - Casco
  - Zapatos de seguridad
  - Guantes de protección

Los campos de aplicación en los que se utilizan estas técnicas son: 
1. Acabados y mantenimiento de edificios nuevos y antiguos.
2. Rehabilitación y mantenimiento de equipos industriales y monumentos.
3. Líneas eléctricas aéreas.
4. Presas y centrales hidráulicas.
5. Montajes en altura.
6. Trabajos diversos en frentes rocosos y taludes.
7. Obra civil y pública.
8. Torres de comunicación (celular, microondas, etc.).

## Fases de los trabajos verticales
Los trabajos verticales comprenden las siguientes fases:
- La Empresa de Trabajos Verticales planifica el trabajo a realizar, una vez haya podido visitar el lugar donde tendrá lugar dicho trabajo. Además de realizar el estudio de seguridad y el plan preventivo.
- Instalación en el inmueble, edificio u objeto de puntos de anclaje (instalaciones de  cabecera) y de progresión.
- Maniobras de ascenso o descenso hasta el punto de operación.
- Posicionamiento en el punto de operación.
- Ejecución de los trabajos propiamente dichos.
- Recuperación de los sistemas de anclaje (instalaciones de cabecera) y progresión instalados a no ser que las intervenciones tengan una periodicidad que aconsejen que sean permanentes.

## Riesgos y factores de riesgo[2]
Los principales riesgos asociados a los trabajos verticales son los derivados de las caídas de personas o materiales.  
Las caídas de personas a distinto nivel se deben fundamentalmente a efectuar los trabajos sin la debida planificación, utilización inadecuada de los EPI's o falta de control suficiente de los mismos, materiales auxiliares deteriorados o mal mantenidos, puntos de anclaje insuficientes o mal distribuidos, falta de formación o formación insuficiente. 
La caída de materiales sobre personas y/o bienes es debida a llevar herramientas sueltas o sin el equipo auxiliar de transporte en operaciones de subida o bajada o mientras se realizan los trabajos, o bien a la presencia de personas situadas en las proximidades o bajo la vertical de la zona de trabajo.  
Otros posibles riesgos propios de esta actividad son los cortes o heridas de diversa índole en la utilización de herramientas auxiliares o portátiles, las quemaduras diversas en la utilización de herramientas portátiles generadoras de calor, los contactos eléctricos directos o indirectos por proximidad a líneas eléctricas de alta tensión y/o baja tensión, ya sean aéreas o en  fachada, y la fatiga por disconfort, prolongación excesiva de los trabajos o condiciones de trabajo no ergonómicas.

## Normativa

### México
En México los trabajos verticales son conocidos como trabajo en alturas y son regulados por la norma oficial mexicana NOM-009-STPS.

### España
En España, se denominan trabajos verticales y están regulados por varias normativas estatales de seguridad en el trabajo. La Ley española exige a los operarios disponer de una cualificación mínima para poder trabajar con seguridad. Los operarios que realicen estos trabajos de suspensión por cuerda deben estar formados según el Real Decreto 2177/2004, por el que se establecen las disposiciones mínimas de seguridad y salud para la utilización por los trabajadores de los equipos de trabajo, en materia de trabajos temporales en altura.